# Atte V. Willberg
Albert Valdemar (Atte) Willberg, född 30 december 1884 i Helsingfors, död 14 februari 1935 i Helsingfors, var en finländsk arkitekt.

## Biografi
Atte Willbergs föräldrar var fastighetsförvaltaren Johan Albert Willberg och Anna Helga Emilia Lindfors. Han tog examen från Svenska Reallyceum i Helsingfors 1904 och tog examen från Helsingfors tekniska högskola med examen i arkitektur. Han gjorde flera studieresor till bland annat Sverige, Tyskland, Italien och Schweiz och arbetade i Amerika.
Willberg byggde sedan under första världskriget 1915–1917 Jusovka industrigemenskap i Ukraina tillsammans med några andra finländska arkitekter. Efter den ryska revolutionen flydde Willberg genom Ryssland till Finland och deltog i det finska inbördeskriget bland de vita. Efter kriget startade han en egen arkitektbyrå i Helsingfors. Han ritade flera byggnader i bland annat Helsingfors, Grankulla, Käpylä och Kotka. Från 1929 var han arkitekt inom Överstyrelsen för allmänna byggnaderna.